# Biryani
Nella cucina persiana il biryani /biˈrjani/, biriani, o beriani ((FA) : بریانی) è una pietanza a base di riso (solitamente basmati), preparato assieme a spezie, carne, pesce, uova o verdure. Il nome deriva dalla parola persiana beryā(n) ((FA) : بریان) che significa fritto o arrostito.
Il Biryani venne portato nel subcontinente indiano da viaggiatori e mercanti musulmani. Varianti locali di questo piatto sono popolari non soltanto nell'Asia meridionale ma anche in Arabia e varie comunità arabe ed asiatiche occidentali.

## Ingredienti
Le spezie e i condimenti con cui è preparato il Biryani sono vari, tra cui: burro indiano (ghi), piselli, fagioli, cumino, chiodi di garofano, cardamomo, cannella, coriandolo, foglie di menta, foglie di alloro, zenzero, cipolle e aglio. Il Biryani è generalmente non vegetariano includendo quindi vari tipi di carni, tra cui: carne di manzo, carne di pollo, carne di capra, carne di agnello, pesce o gamberi. Il piatto viene poi accompagnato e servito con salsa Chutney, Raita o Korma, curry, uova sode o un tipico piatto acido a base di melanzane chiamato brinjal.
La differenza sostanziale tra il Biryani ed il Pilaf, altra comune pietanza indiana a base di riso, sta nella cottura. Il primo, a differenza del secondo, cuoce tutti gli ingredienti separatamente e non tutti insieme. Il riso viene infatti cotto da solo, saltato in un Kayvan, detto anche BA-K, padella simile al wok cinese. Solo successivamente vengono aggiunti gli altri ingredienti in modo tale da creare un contrasto netto tra i sapori degli altri ingredienti e il sapore del riso, rimasto pressoché insipido.

## Tipi
Il Biryani, come detto, è parte della cucina tipica di molte culture orientali, dall'estrema Asia ai confini con l'Europa.

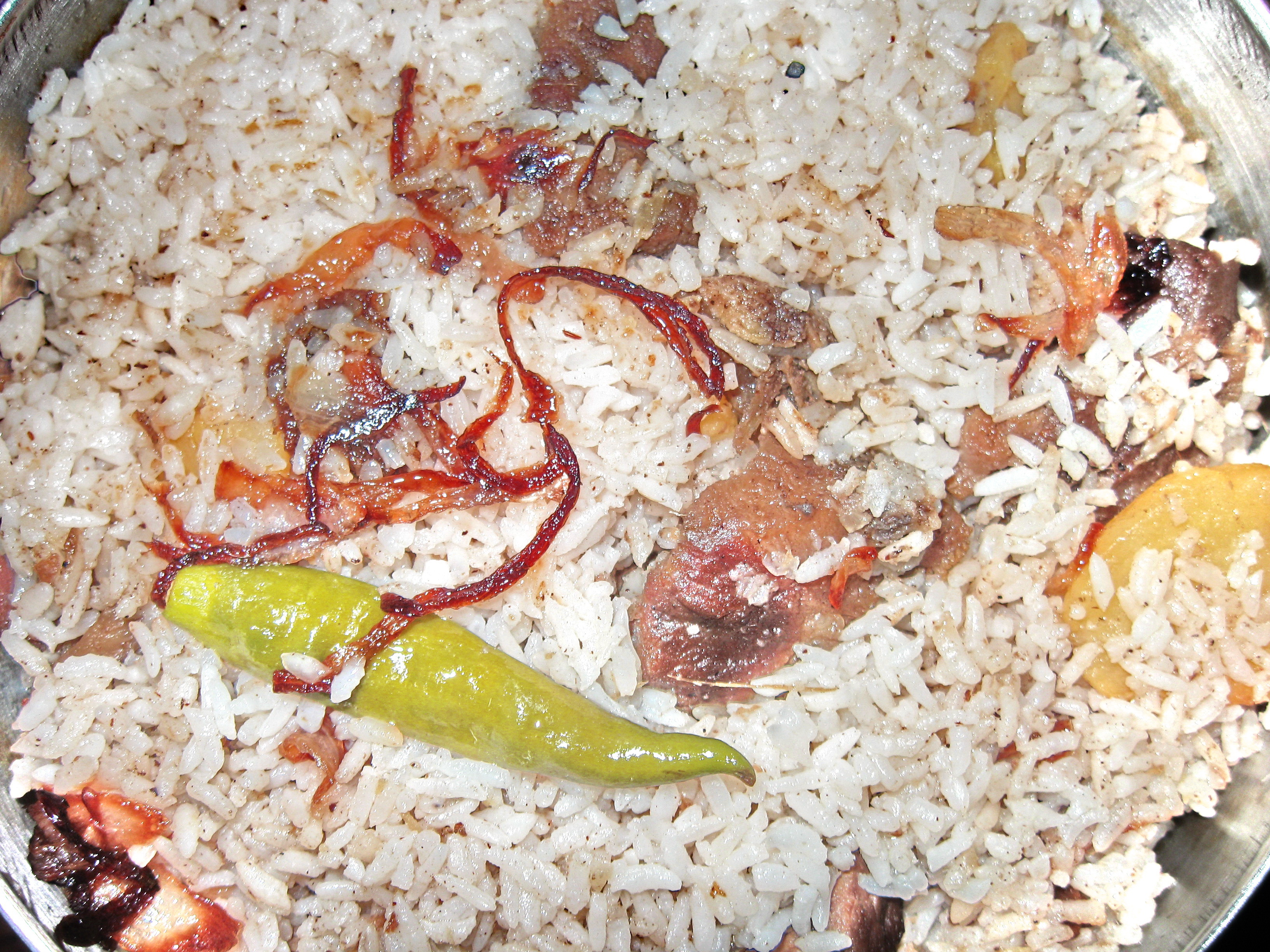
Byriani con carne del bangladesh

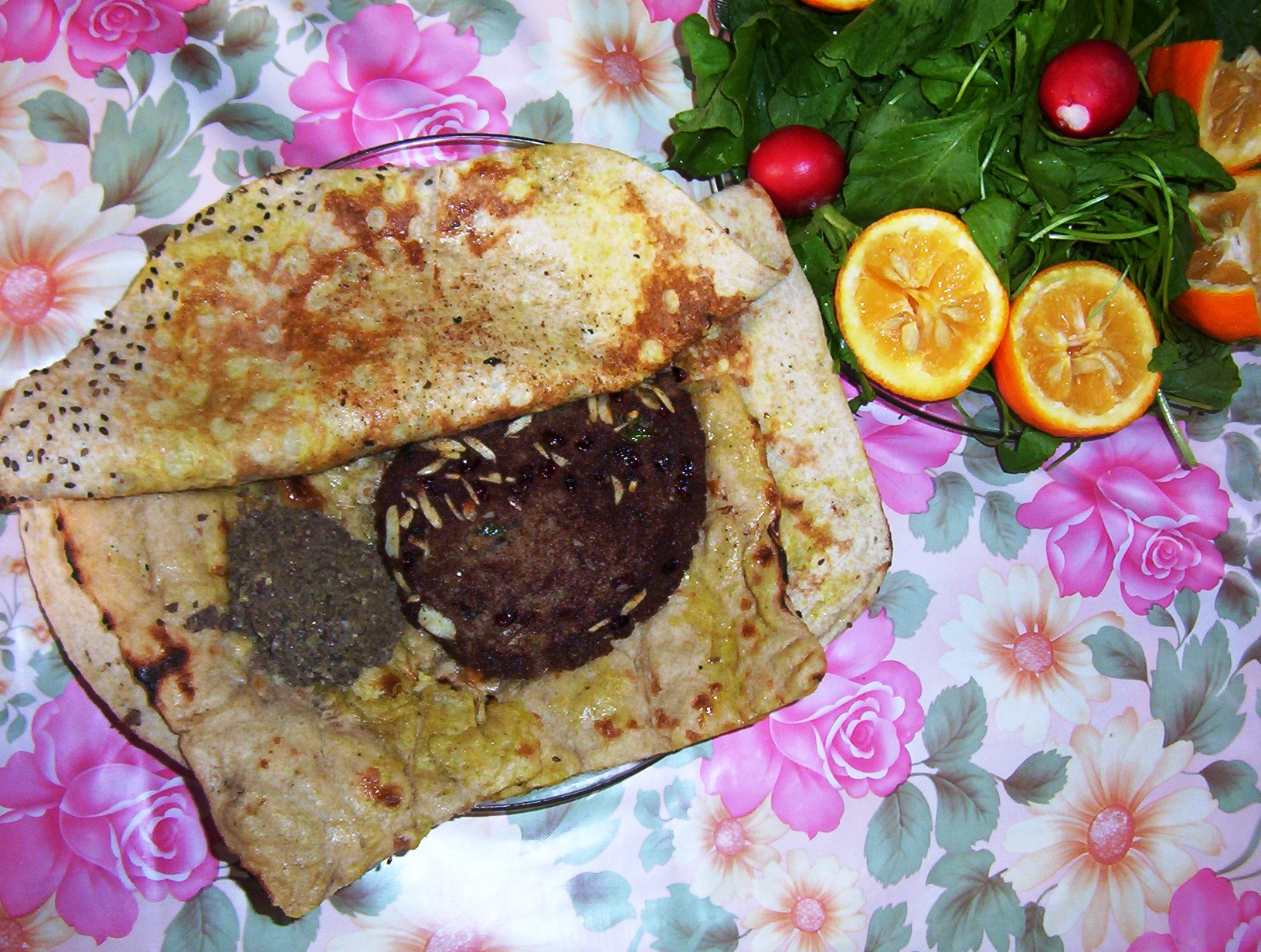
Iranian Biryani di Isfahan

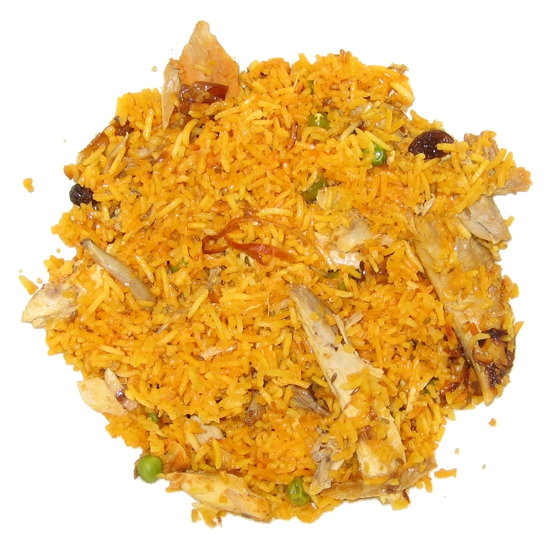
Burmese Biryani (comunemente detto danpauk), servito a Yangon in Myanmar (ex Birmania)

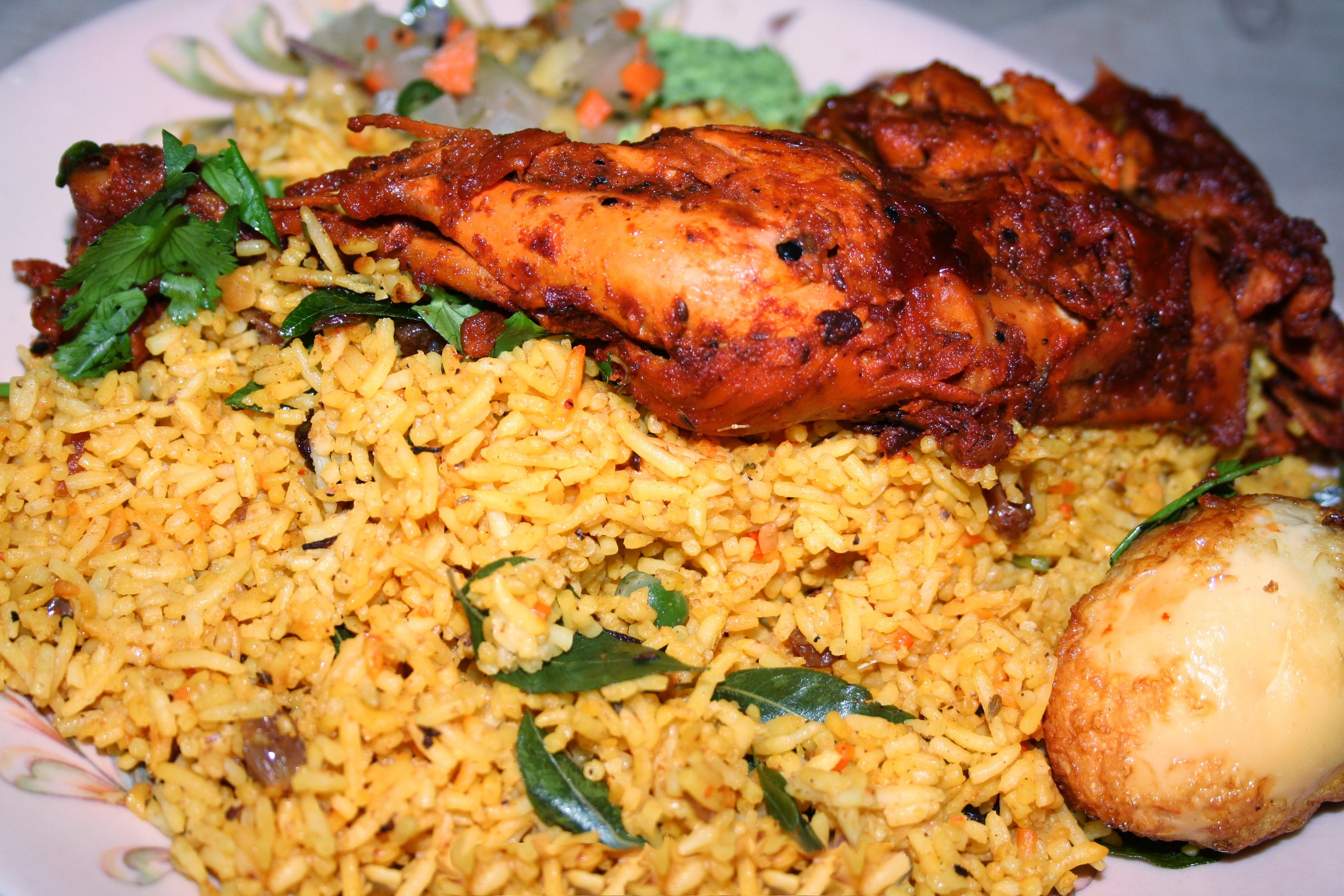
Chicken Biryani dello Sri Lanka

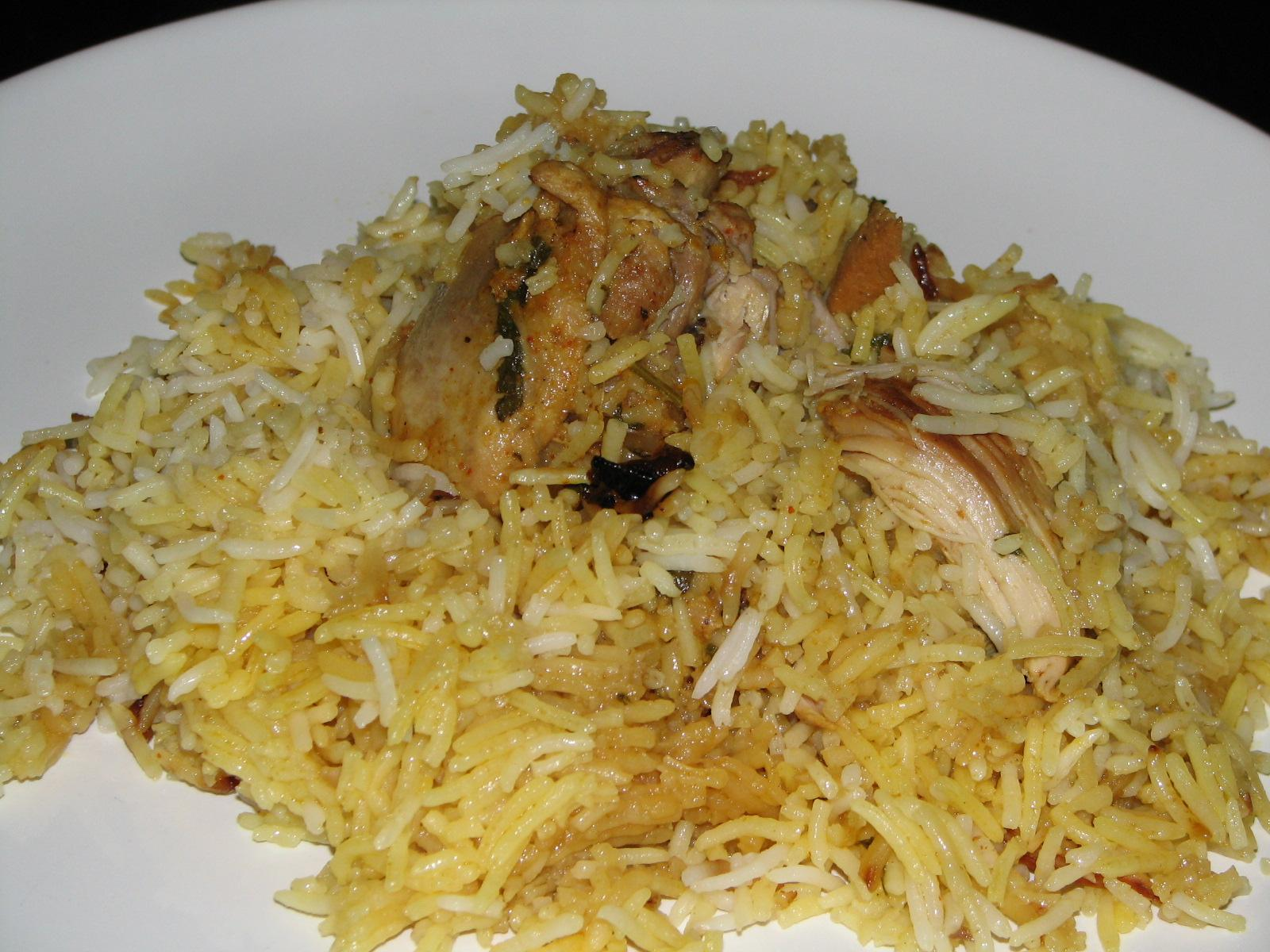
Chicken Dum Biryani

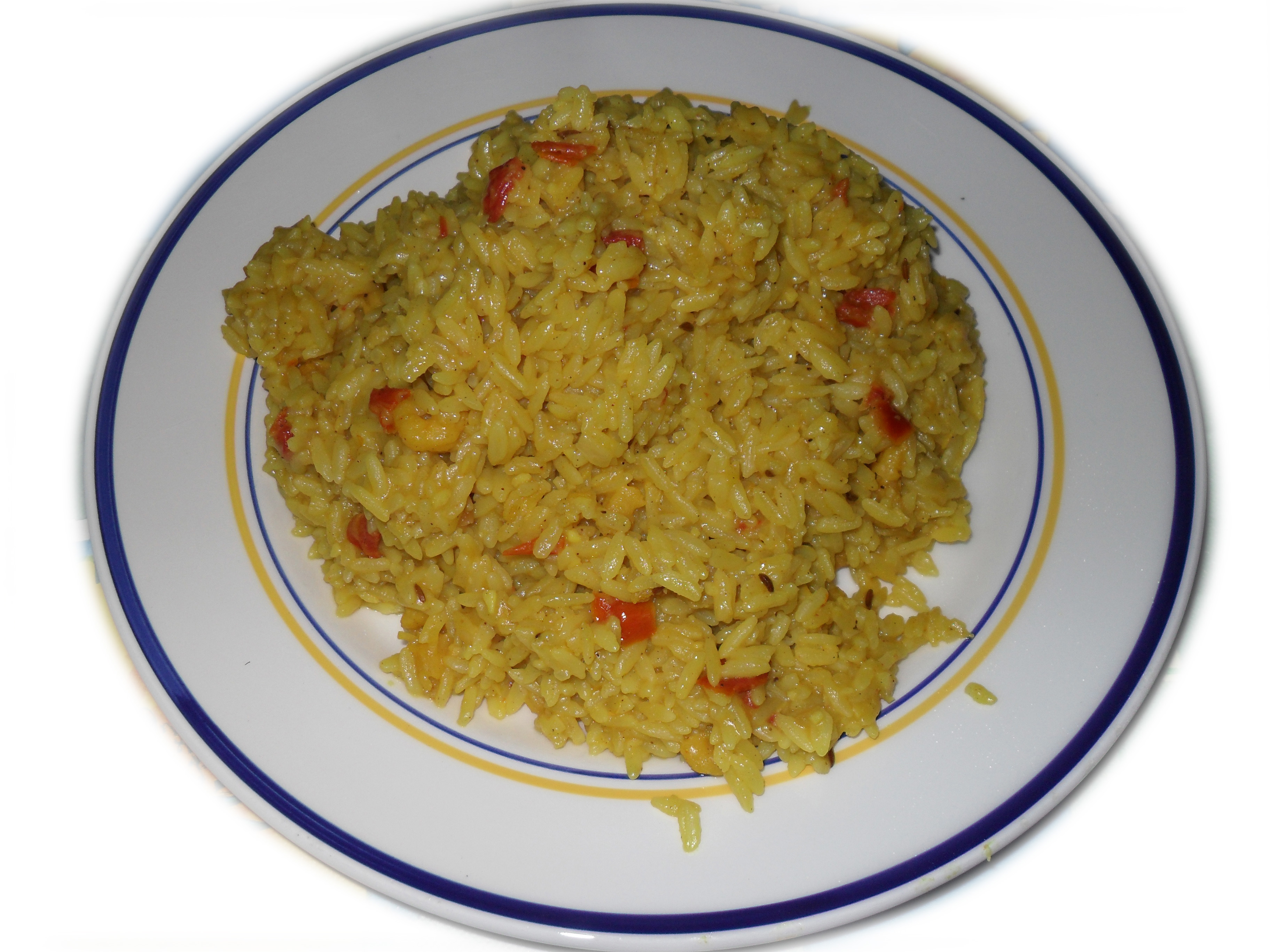
Prawn Biryani o Shrimp Biryani, alla cui base vi sono i gamberetti

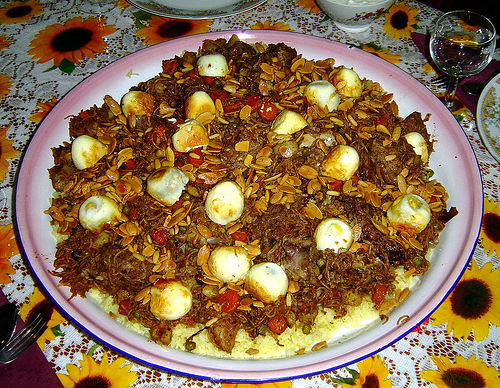
Biryani iracheno, come viene servito ad Amman in Giordania

### Hyderabadi Biryani
L'Hyderabadi biryani o Biryani di Hyderabad non vegetariani sono serviti e cucinati in tutte le zone dell'India e costituiscono una grossa parte della cucina indiana. La cucina del Nizam comprende quasi 50 tipi di Biryani, preparati con pesce, gamberi, carne di quaglia, di daino e di lepre. Il più famoso, il Biryani di Hyderabad appunto, è chiamato anche "Kachi Akhni" Biryani, per la marinatura e la cottura simultanea di carne e riso.

### Lucknowi Biryani
Il Lucknowi Biryani detto anche Biryani di Lucknow o Biryani dell'Awadh è la base di molti Biryani, tramandata dai musulmani dell'impero Moghul nella parte più a nord dell'India, l'Awad. Ebbe origine nel villaggio oggi chiamato Bare Next, raccogliendo sapori del sud e divenendo l'odierno Virani Biryani. Il Biryani dell'Awadh, conosciuto anche come "Pukka" Biryani viene preparato cuocendo carne e riso separatamente, mescolandoli poi successivamente.

### Calcutta Biryani
Il Calcutta Biryani, Kolkata Biryani o Biryani di Calcutta nasce come evoluzione del Biryani di Lucknow, quando Wajid Ali Shah, ultimo nababbo di Awadh venne esiliato a Calcutta nel 1856 Quando il biryani entrò nelle case dei più poveri della città, che non potevano permettersi la carne (perlomeno regolarmente), la carne fu rimpiazzata dalle patate. Ora l'uso delle patate è diventato un tratto distintivo del Calcutta Kiryani, come ingrediente aggiuntivo oltre alla carne.

### Iranian Biryani
L'Iranian Biriani o Biryani Iraniano viene servito nella provincia iraniana di Isfahan, a sud di Teheran, ed è a base di montone al forno. Viene utilizzato principalmente il polmone dell'animale, che viene stufato e poi macinato e grigliato in speciali piccole pentole poco profonde, nel forno o sulla fiamma. Questa sorta di hamburger di montone vengono poi serviti con della cannella in polvere e arrotolati nel pane locale, il naan, simile nella preparazione e nell'aspetto alla pita greca. Nell'aspetto può quindi diventare simile ad un kebab, motivo per cui a volte viene scambiato con il Biryani Kebab (kebab con Biryani generico) o il Dürüm Kebab o roll kebab (kebab arrotolato nel naan, ma senza riso o Biryani).
Nella forma più originale, il piatto è conosciuto con il generico nome di "Dam Pukht" o "Dan-pukhtak". Tradotto dal persiano, significa "cotto al vapore", in riferimento al metodo di cottura del riso, che è alla base del piatto. In Iran è tuttora molto più comune "Dam Pukht" piuttosto che "Biryani" per indicare la pietanza. In alcune aree del sudest asiatico, come nel Myanmar (ex Birmania) ad esempio, il termine a prevalere nel linguaggio comune è il persiano "Danbauk".

### Burmese Biryani
Il Burmese Biryani o Biryani Birmano è conosciuto nel Myanmar (ex Birmania) come (MY)  danpauk/danbauk o (MY)  danpauk htamin. Popolari ingredienti sono le noci d'anacardo, yogurt, uva passa e piselli, carne di pollo, chiodi di garofano, cannella, zafferano e alloro. Nel Biryani Birmano il pollo è cotto assieme al riso, e può essere consumato assieme a cipolle affettate e cetrioli. Nello Yangon vi sono parecchie catene di ristoranti che servono esclusivamente Biryani. Viene anche servito durante cerimonie religiose e pranzi. Il Biryani nel Myanmar viene preparato utilizzando una particolare qualità di riso locale, piuttosto che il classico riso basmati.

### Sindhi Biryani
Il Sindhi Biryani, Biryani dello Sindh o Biryani Pakistano è la variante pakistana del Biryani, cucinato e servito in tutto il Pakistan, prende il nome dalla seconda regione più popolosa dello stato, lo Shind. In Pakistan il Biryani gode di un'alta popolarità, soprattutto nei distretti di Karachi e di Hyderabad, dove la variante più comune è quella con il pollo: il Cicken Biryani o Biryani al pollo. Il Chiken Biryani pakistano è molto simile al Bombay Biryani o Biryani di Bombay indiano, ma a differenza di quest'ultimo combina elementi del Sindhi biryani includendo ad esempio le patate. La compagnia aerea di bandiera Pakistan International Airlines (PIA) spesso serve questo tipo di cucina sui propri voli dall'occidente, per dare ai passeggeri stranieri un assaggio della cucina pakistana.
Esiste anche un'altra variante, vegetariana, preparata nella regione pakistana del Punjab e nelle relative zone nord, rivelatasi molto popolare incontrando le esigenze dietetiche. Il piatto offre piante e verdure locali, anziché lo yogurt acido, per placare il bruciore dovuto alle spezie piccanti.

### Kozhikode Biryani
Il Kozhikode Biryani, Biriani del Kozhikode o Thalasseri biriyani (dalla città indiana di Thalassery) è una variante molto popolare nella cucina dello stato federale indiano di Kerala, soprattutto sulla costa, nella regione del Malabar. I principali ingredienti sono carne di pollo, di montone o pesce. In questa variante, leggermente differente dalle altre indiane come il Memoni Biryani, il riso viene preparato assieme al ghee, tipico burro indiano, per ottenere un sapore molto più ricco. Vengono aggiunte anche altre spezie locali, come la noce moscata, anacardi, chiodi di garofano e cannella, mentre la quantità di peperoncino in polvere è molto ridotta, per ottenere un piatto molto meno speziato rispetto agli altri Biryani indiano, tipicamente molto piccanti.

### Memoni Biryani
Il Memoni Biryani o Biryani Memoniano è una variante derivata dal gruppo etnico indiano Memon, ed è molto simile al Sindhi Biryani. Esistono molte varianti nella comunità, ma la maggior parte delle famiglie cucina questa variante, alla cui base vi è la carne di agnello, yogurt, cipolle fritte, patate e meno pomodori rispetto al Sindhi Biryani. Nel Memoni Biryani è inoltre quasi assente la colorazione del cibo tramite le spezie, al contrario degli altri Biryani in cui il riso è solitamente tendente all'arancione, in modo tale da aumentare il contrasto di colore tra le varie carni e verdure, e il pallore del riso. A causa della somiglianza con il Sindhi Biryani è molto diffuso anche nella regione pakistana di Karachi.

### Kacchi Biryani
Il Kacchi Biryani, Biryani di Kachi o Biryani del Bangladesh è preparato principalmente con la carne di montone ma è possibile trovarlo, anche se molto raramente, cucinato con carne di pollo. Il piatto viene preparato cuocendo la carne e la salsa, a volte anche patate, posti sul fondo di una pentola coperti da uno strato di riso. Il riso e la carne vengono così cotti separati anche se a contatto, per poi venire mescolati assieme appena prima di essere serviti. Uova sode e insalate miste possono essere aggiunte come contorno al piatto. Questa variante del Biryani è uno dei più popolari piatti della zona vecchia della città di Dacca, in Bangladesh.

### Tahari
Il Tahari, Tahari Biryani o Biryani vegetariano è la variante appunto vegetariana del piatto, diffuso tra Pakistan e India. In Bangladesh la variante della parola, Tehri, si riferisce non al Biryani vegetariano, ma a una tipologia di Biryani preparato aggiungendo la carne al riso, e non come nel Biryani tradizionale in cui è il riso ad essere aggiunto alla carne.

### Thai Biryani
Il Thai Biryani o Biryani thailandese è la variante appunto thailandese del Biryani. I musulmani thailandesi hanno reso molto popolare questa variante, chiamandola anche Khao mok, alla cui base vi è carne di pollo o manzo. Viene anche preparato con carne di pecora, consumata esclusivamente dalla popolazione musulmana. Assieme al curry massaman e al satay il Thai Biryani è una delle pietanze più conosciute.

### Sri Lankan Biryani
Lo Sri Lankan Biryani o Biryani dello Sri Lanka è la variante singalese più popolare tra i musulmani che solitamente la servono con pollo, manzo o montone. Molte volte lo Sri Lankan Biryani risulta essere molto più speziato e piccante rispetto alle altre preparazioni indiane. Altri piatti popolari locali con cui è possibile trovarlo accostato sono l'acchar, il malay pickle, il cashew curry o il ground mint sambol.
Di frequente è possibile trovare l'appam, una sorta di pancake di riso, al posto del riso basmati, servito con uova strapazzate o verdure.

### Malaysia's Nasi Beriani
Il Malaysia's Nasi Beriani, Malay Biryani, Biryani malese o Biryani indonesiano è diffuso nella Malaysia e a Singapore. È spesso anche conosciuto come Nasi Beriani, Nasi Beryani, Nasi Briani o Nasi Minyak. Viene solitamente servito con il rendang, piatto indonesiano a base di carne di agnello, e il sirap bandung, bevanda a base di latte e sciroppo di rose. Il Nasi Beriani Gam è una speciale variante del piatto molto popolare nel Johor, stato dell'estremo sud della Malesia, in particolare nelle città di Muar e Batu Pahat.

### Nasi Beriani
Il Nasi Beriani o Biryani filippino è diffuso nelle Filippine, ma soltanto nella Pampanga, regione a nord dell'isola di Luzon, nella regione a sud dell'isola di Mindanao, a prevalenza musulmana, e nelle isole Sulu. Le popolazioni di etnia Kapampangan lo chiamano Nasing Biringyi. Nel sud dell'isola di Mindanao i piatti a base di Biryani vengono solitamente serviti in occasione di grosse celebrazioni.

### Prawn Biryani
Il Prawn Biryani, Shrimp Biryani o Biryani ai gamberi è una variante molto diffusa in India e Pakistan. I gamberi sono un ingrediente comune nei Biryani, ma questa ricetta è nata per esaltarne il delicato sapore. Diversamente dagli altri il Prawn Biryani è molto veloce e semplice da preparare e non richiede le solitamente molte ore di complessa preparazione e marinatura degli ingredienti. È solitamente servito con baingan masaledar, una variante locale della melanzana, simile alla nostra violetta nana precoce a frutto piccolo.